# 虚空の鎮魂歌
『虚空の鎮魂歌』（こくうのレクイエム、Mains armées）は2012年のフランスの犯罪映画。監督はピエール・ジョリヴェ、出演はロシュディ・ゼムとレイラ・ベクティなど。長年疎遠な関係にあった刑事の親子が、ある捜査をきっかけに再会し、父娘の絆の修復と犯罪組織の摘発に立ち向かう姿を描いている。日本で発売されたDVDのタイトルは『虚空のレクイエム -マルセイユ武器密輸捜査官-』。
2012年6月11日にシャンゼリゼ映画祭で初上映された。

## ストーリー
マルセイユの武器密輸取締班のリーダーであるリュカ・スカリ警視は、セルビアの武器密輸グループを追っている中で、パリに向かう輸送トラックの荷物の中にNATOから盗まれた武器の他にコカインを見つける。これにより捜査をパリにまで拡大することになったスカリは、チームのメンバーらとパリに向かう。
パリで麻薬捜査官として働くスカリの娘マヤは、上司である麻薬捜査チームのリーダー、ジュリアン・バスによって捜査官として育てられる一方で、妻子のあるバスと関係を持ち、更にバスが行なう押収品の不正流用に協力して金銭を得ていた。そんなマヤにこれまで数回しか会ったことのない父スカリから捜査協力を口実に連絡が来る。つれないそぶりながらもマヤはスカリに重要な情報を提供する。
そんな中、下っ端の自分に汚れ仕事をさせるばかりで一人前とは認めてくれない上司バスにも、自分を捨てた父スカリにも反発したマヤは、スカリから得た情報をもとに、単身で武器密輸グループのアジトに乗り込む。
スカリは捜査を進めながらも、連絡の取れなくなったマヤを必死で探す。そして、密輸グループのメンバーが市場に来ることを知ったスカリらがそこで待ち構えていると、マヤもそこにいることが分かる。スカリは1人でマヤの行方を追うと、マヤは密輸グループのメンバーを尾行していた。ところが物音がしたことをきっかけに銃撃戦となり、マヤは撃たれてしまう。息も絶え絶えのマヤにスカリは、マヤを捨てたのではなく、マヤの存在を知らずに生まれる前にフランスを去ってしまったことを告白する。マヤは救命チームによって運び出されて行く。
それからしばらくして、マルセイユでスカリはいつも通りに海の見える山道を走っていた。

## キャスト
- リュカ・スカリ: ロシュディ・ゼム - マルセイユの武器密輸取締リーダー。警視。
- マヤ・デルヴィン: レイラ・ベクティ - パリの麻薬捜査官。リュカの娘。
- ジュリアン・バス: マルク・ラヴォワーヌ - パリの麻薬捜査チームのボス。
- シモン: ニコラ・ブリデ（フランス語版） - リュカの右腕の刑事。
- ミシェル: ニコラ・マリエ（フランス語版） - リュカの古い友人。リュカの捜査チームに事務所を提供。
- ジュリエット: ニナ・ミュリス（フランス語版） - リュカの部下の女性刑事。妊娠中。

## 作品の評価
アロシネによれば、フランスの20のメディアによる評価の平均点は5点満点中3.2点となっている。